# Chupa (distrito)
Chupa é um distrito do Peru, departamento de Puno, localizada na província de Azángaro.

## Transporte
O distrito de Chupa é servido pela seguinte rodovia:
- PU-114, que liga a cidade de Arapa ao distrito de Huancané [2][3][4]